# يان ريتسو
يان ريتسو (بالسويدية: Jan Retsö)، هو مستشرق سويدي، ولد عام 1947، وعمل أستاذاً للغة العربية في جامعة غوتنبرغ بين 1986-2014، حيث يقيم في المدينة من عام 1957.
تحصل يان ريتسو على درجة الماجستير من جامعة غوتنبرغ عام 1970 بأطروحة عن اللغات السلافية (الروسية والبولندية)، ثم الماجستير الثانية عام 1978 عن اللغة العربية واللغات السامية. ثم تحصل على الدكتوراه عام 1982 في اللغة العربية بمنحة دراسة إلى الجامعة العبرية في الفدس، بأطروحة بعنوان The Finite Passive Voice in the Arabic Dialects.
يارن ريتسو زميل في الكلية السويدية وجامعة أوبسالا والجامعة العبرية، وأستاذ محاضر في المدرسة العليا للآداب والعلوم الإنسانية في ليون، وعضو الجمعية الملكية للفنون والعلوم في غوتنبرج. له عدة كتب مطبوعة بالإنجليزية، وأكثر من خمسين مقالة علمية منشورة، تغطي مواضيع في فقه اللغة العربية واللغات السامية وتاريخ العرب في العصور القديمة والوسيطة.

## من أعماله
- The Arabs in Antiquity: Their History from the Assyrians to the Umayyads مترجم إلى العربية (العرب في العصور القديمة من الآشوريين إلى الأمويين).[4]
- The Finite Passive Voice in Modern Arabic Dialects. (Orientalia Gothoburgensia 7) Göteborg 1983.
- Diathesis in the Semitic Languages. A Comparative Morphological Study. Leiden 1989, 254 pp.

## روابط خارجية
https://gu-se.academia.edu/JanRets%C3%B6